# Portland Thunder (WFL)
Portland Thunder — американская футбольная команда в Мировой футбольной лиге, базирующаяся в Портленде, штат Орегон.

## История
В октябре 1973 года была основана Мировая футбольная лига, и команда Storm стала первой франшизой в Нью-Йорке. В результате объединения Boston Bulls и Нью-Йорка появилась команда New York Stars. Драфт-пики оригинального участника из Нью-Йорка были переданы команде из Портленда, которая стала первой командой высшей футбольной лиги в этом городе. Команда играла на стадионе Civic Stadium, который в настоящее время известен как Providence Park.
Первоначальный владелец команды «Портленд» — бухгалтер из Хьюстона Джон Руни — вскоре покинул свой пост. К марту 1974 года новым владельцем команды стал Брюс Гелкер, бывший футболист и владелец нескольких гостиниц Saddleback Inns.
Первоначально Гелкер рассматривал возможность приобретения команды в Мехико, но эта идея не осуществилась. После обращения к представителям власти в Солт-Лейк-Сити он остановил свой выбор на Портленде.
В качестве генерального менеджера был нанят Рон Микс, член Зала славы профессионального футбола. Главным тренером стал Дик Коури, помощник НФЛ в Denver Broncos.
Перед началом сезона канадский бизнесмен Роберт Харрис приобрёл контрольный пакет акций, но Гелкер остался президентом команды.
Storm была последней организованной командой WFL, и в её составе были преимущественно новички. Среди выдающихся игроков можно выделить раннинбека Руфуса «Roadrunner» Фергюсона, бывшего квотербека CFL и Detroit Lions Грега Бартона, тренера лайнбекеров Марти Шоттенхаймера и Брюса Берджи, брата лайнбекера Билла Берджи.
В первой половине сезона команда «Портленд» демонстрировала неудовлетворительные результаты, завершив сезон с показателями 2-7-1. Однако на девятой неделе «Шторм» одержал свою первую победу, одолев команду «Детройт».
Изначально домашняя игра «Уилес» должна была пройти в другом городе, но из-за определённых обстоятельств соревнование было перенесено в Лондон, Онтарио.
Во второй половине сезона команда продемонстрировала улучшение результатов, что частично было обусловлено уходом нескольких игроков из состава команды во время тренировочного лагеря в сентябре. Среди новых игроков, присоединившихся к команде, были Бен Дэвидсон из «Окленд Рейдерс» и Пит Битхард, который был отчислен из «Канзас-Сити Чифс».
Благодаря наличию опытных игроков в составе, «Шторм» выиграл шесть из десяти последних матчей. Одной из значимых побед стала игра против команды «Бирмингем Американс», в которой «Шторм» одержал победу со счётом 26:21.
У команды возникли проблемы не только на игровом поле, но и за его пределами. Посещаемость матчей была низкой — в среднем 14 000 болельщиков за игру. Кроме того, команда столкнулась с финансовыми трудностями из-за аренды стадиона Civic. К середине сезона у команды закончились деньги, и Харрис был вынужден убедить Detroit Wheels перенести игру в его родной город Лондон, Онтарио.
Игроки провели несколько последних игр без оплаты, и, по сообщениям, им приходилось полагаться на сочувствующих болельщиков, чтобы получить еду. В результате команда была вынуждена перенести свою последнюю домашнюю игру против Florida Blazers на выезд, так как посещаемость была низкой. Игра состоялась только после того, как Харрис гарантировал игрокам 50 000 долларов, но деньги так и не были получены.
Команда завершила сезон с результатом 7-12-1, заняв вместе с командой «Хьюстон-Шривпорт» восьмое место в лиге из 12 команд. По всей видимости, команда квалифицировалась для участия в плей-офф.
Однако руководство лиги решило сократить количество участников плей-офф до шести команд, не поставив в известность об этом команду «Storm». Вскоре после этого налоговая служба наложила на франшизу штраф в размере 168 000 долларов.
В 1975 году место команды «Storm» заняла команда «Portland Thunder», которая просуществовала до момента распада WFL в середине второго сезона. Офис команды в центре города был закрыт в октябре 1975 года.
В 2013 году была расширена команда Arena Football League, которая получила название «Portland Thunder». Это событие вызвало у многих ассоциации с командой «Storm/Thunder».